# Ingrid Andress
Ingrid Elizabeth Andress (Southfield, 21 de setembro de 1991) é uma cantora de música country norte-americana. Em 2020, foi indicada à categoria de Artista Revelação do Grammy Awards de 2021.